# Mladcová
Mladcová je část krajského města Zlín. Nachází se na severozápadě Zlína. Je zde evidováno 737 adres. Trvale zde žije 2190 obyvatel.
Mladcová je také název katastrálního území o rozloze 9,87 km2.
Mladcová je obsluhována linkou 31 zlínské MHD a také příměstskou linkou 153 dopravcú Arriva Morava a Z-Group bus, která vede ze Zlína do Holešova.